# 巴勒贝克
巴勒贝克（羅馬化：Baʿlabakk；敘利亞語：ܒܥܠܒܟ），也被稱為赫利奧波利斯（希臘語：Ἡλιούπολις，希臘語意為“太陽之城”），位于黎巴嫩贝鲁特东北约85公里处的贝卡谷地之上，海拔高度为1,170公尺，距離地中海沿岸60公里，目前是巴勒貝克-希爾米勒省的首府。1998 年該地區共居住約82,608 人，主要是什葉派穆斯林，其次是遜尼派穆斯林和基督徒所構成。
现在，巴勒贝克鎮不僅是黎巴嫩最重要的考古遺址，並保存羅馬時代的神廟等重要遺跡，它也是黎巴嫩红十字会总部的所在地，自1955年以來，每年該城皆會举办巴勒贝克國際節（Baalbeck International Festival）等國際舞蹈和音樂活動。

## 历史

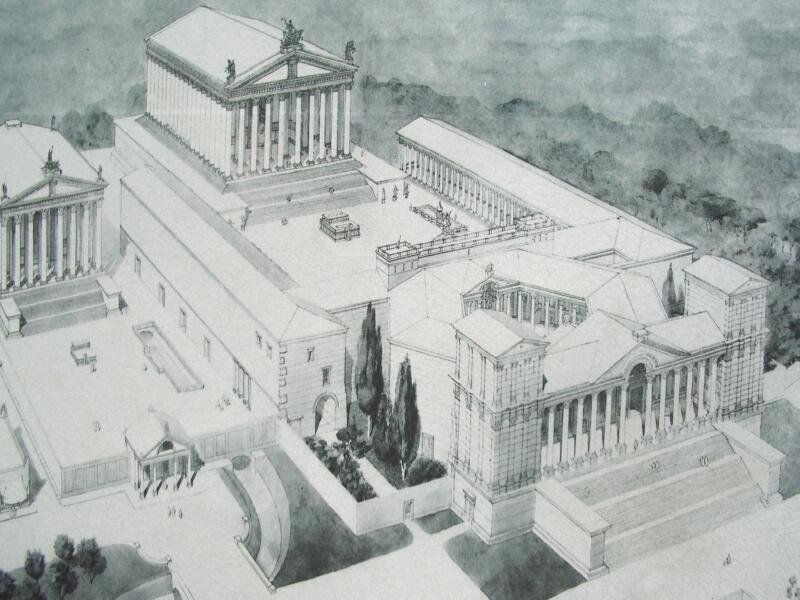
羅馬帝國時期的巴勒贝克的假想圖。

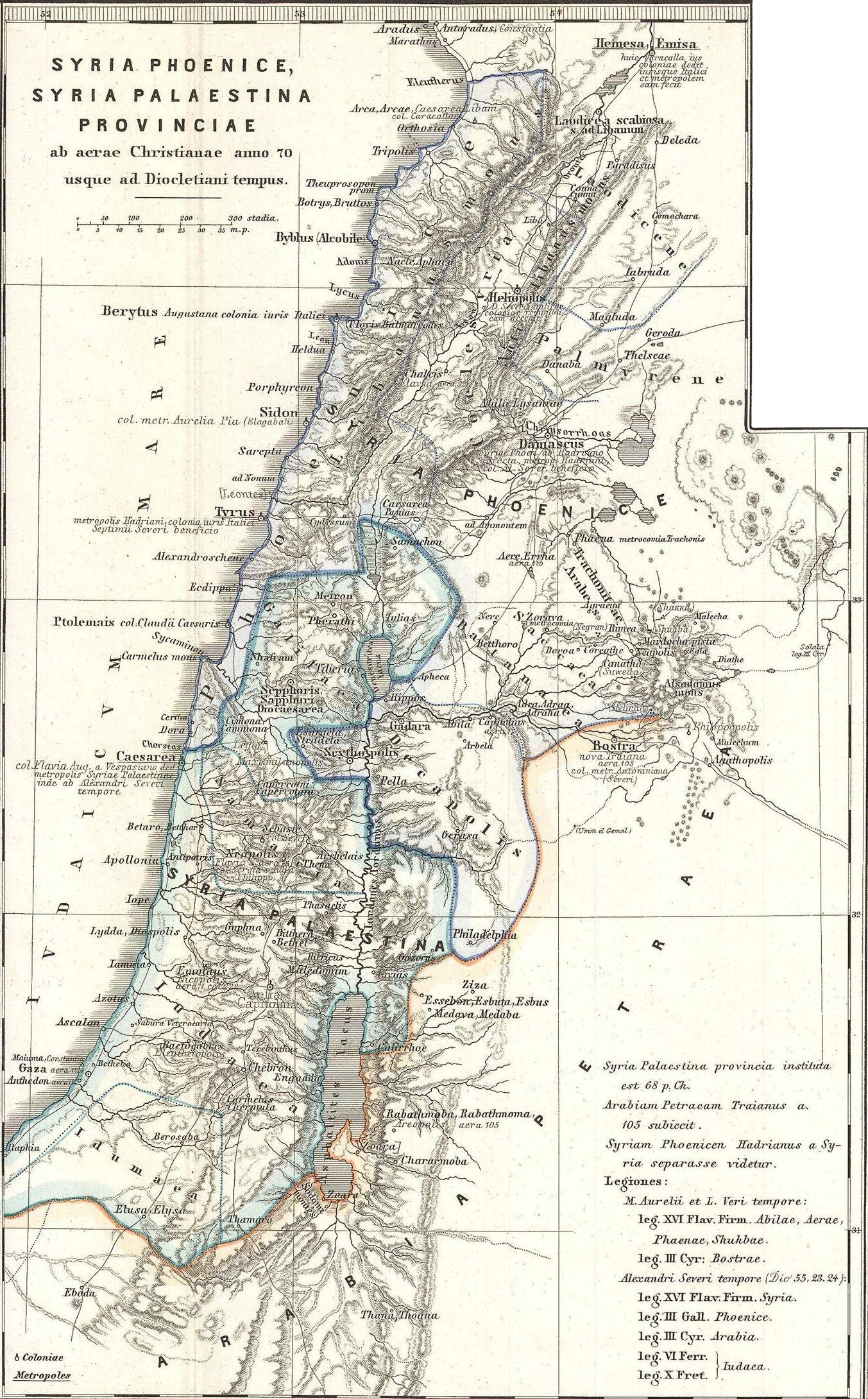
2 世紀和 3 世紀的羅馬赫利奧波利斯及其周邊地區。

根據考古學挖掘顯示，早在公元前2900年—前2300年之前，巴勒贝克就有人類所居住的遗迹，一直到公元前2000年左右，腓尼基人开始在这里建造祭祀太阳神巴力的神庙，在公元前332年亞歷山大大帝征服了這座城市後，更加速該城的希臘化進程，一直到公元前64年，羅馬人占領了巴勒貝克，此後罗马人動用了2万名奴隶进行擴建工程，建起了三座規模宏大，祭祀神王朱庇特、酒神巴克科斯和爱神维纳斯的神庙群，另外在附近还有一座单独祭祀信使神墨丘利的神庙，建設歷時近兩個世紀，因吸引了成千上萬的朝聖者，巴勒贝克的宗教建築群成為羅馬帝國的聖地，其龐大的都市結構也成為羅馬帝國建築的典範之一。 公元 193 年，羅馬皇帝塞提米烏斯·塞維魯斯對巴勒贝克授予意大利法律(ius Italicum)的權利，這意味巴勒贝克將受到羅馬法律而非地方法律所管轄。
隨著基督教的興起，在4世紀末期，羅馬皇帝狄奧多西一世命令關閉當地所有神廟，並將大部份神廟改為教堂，此後在西元636年被穆斯林軍隊佔領以後，巴勒貝克陸續被阿拉伯人征服，先後由倭马亚王朝、阿巴斯王朝、法蒂玛王朝統治，在經歷多場地震與暴力洗劫後，巴勒贝克至此再也沒有再恢復昔日的光輝。

### 近代
1516 年，巴勒貝克與敘利亞的其餘土地被鄂圖曼帝國的塞利姆一世征服，為了表彰貝卡谷什葉派中的突出地位，鄂圖曼帝國將巴勒贝克等土地的伊爾蒂薩姆（Iltizam，通過向農民徵稅而獲得所付金額五倍的稅收形式）授予當地的哈弗斯家族，但也促使更多曾居住於此基督徒在 18 世紀離開地區，前往扎赫勒居住，不過在近期的研究對這種解釋提出質疑，並表明居民的離開可能是來自當地各方面的掠奪以及扎赫勒日益增長的經濟競爭，導致巴勒貝克在 18 世紀的衰落。
1757年，英国出版了描绘巴勒贝克遗址的图片，此後從16世紀開始，巴勒贝克的建築便成為歐洲旅遊到訪黎巴嫩的度假首選 ，1898年，德國考古研究所开始在巴勒贝克進行考古发掘工作。
至今， 真主黨在巴勒貝克擁有強大的勢力，2006年8月以色列入侵黎巴嫩期間，該城市曾成為無人機和空襲的目標，導致該城市數百個建築與部分考古遺跡遭到被毀壞或摧毀。2024年以色列入侵黎巴嫩期間的2024年11月4日，巴勒贝克的遗址古迹、政府建筑区以及平民建筑区又因遭到以军空袭而遭到损坏。

## 氣候
巴勒貝克屬於地中海氣候，受當役大陸影響。是黎巴嫩較乾燥的地區之一，每年平均降雨量為 450 毫米（沿海地區為 800-850 毫米），降雨主要集中在 11 月至 4 月的月份。巴勒貝克夏季炎熱少雨，冬季涼爽（偶爾下雪）。秋季和春季氣候溫和多雨。
| Baalbek           | Baalbek     | Baalbek    | Baalbek     | Baalbek     | Baalbek     | Baalbek     | Baalbek     | Baalbek     | Baalbek     | Baalbek     | Baalbek     | Baalbek     | Baalbek     |
| 月份              | 1月         | 2月        | 3月         | 4月         | 5月         | 6月         | 7月         | 8月         | 9月         | 10月        | 11月        | 12月        | 全年        |
| ----------------- | ----------- | ---------- | ----------- | ----------- | ----------- | ----------- | ----------- | ----------- | ----------- | ----------- | ----------- | ----------- | ----------- |
| 平均高温 °C（°F） | 9.0 (48.2)  | 9.8 (49.6) | 13.7 (56.7) | 19.0 (66.2) | 24.4 (75.9) | 29.6 (85.3) | 32.5 (90.5) | 33.0 (91.4) | 29.0 (84.2) | 23.7 (74.7) | 16.3 (61.3) | 11.1 (52.0) | 20.9 (69.7) |
| 日均气温 °C（°F） | 4.4 (39.9)  | 5.0 (41.0) | 8.2 (46.8)  | 12.8 (55.0) | 17.2 (63.0) | 22.0 (71.6) | 24.3 (75.7) | 25.1 (77.2) | 21.0 (69.8) | 16.7 (62.1) | 10.7 (51.3) | 6.3 (43.3)  | 14.5 (58.1) |
| 平均低温 °C（°F） | −0.1 (31.8) | 0.3 (32.5) | 2.8 (37.0)  | 6.6 (43.9)  | 10.1 (50.2) | 14.4 (57.9) | 16.2 (61.2) | 17.2 (63.0) | 13.1 (55.6) | 9.7 (49.5)  | 5.2 (41.4)  | 1.6 (34.9)  | 8.1 (46.6)  |
| 平均降水量 mm（） | 103 (4.1)   | 86 (3.4)   | 60 (2.4)    | 31 (1.2)    | 17 (0.7)    | 1 (0.0)     | 0 (0)       | 0 (0)       | 2 (0.1)     | 16 (0.6)    | 49 (1.9)    | 79 (3.1)    | 444 (17.5)  |
| 来源：            |             |            |             |             |             |             |             |             |             |             |             |             |             |

## 教會
在羅馬帝國期間，羅馬人曾在該地建立了大量教會設施，然而後續則遭到伊斯蘭教所消滅。1701年，東方天主教徒重新在此建立了巴勒貝克大主教區，並在1964年晉升為現在的默基特希臘禮天主教巴勒貝克總教區。

## 遗址

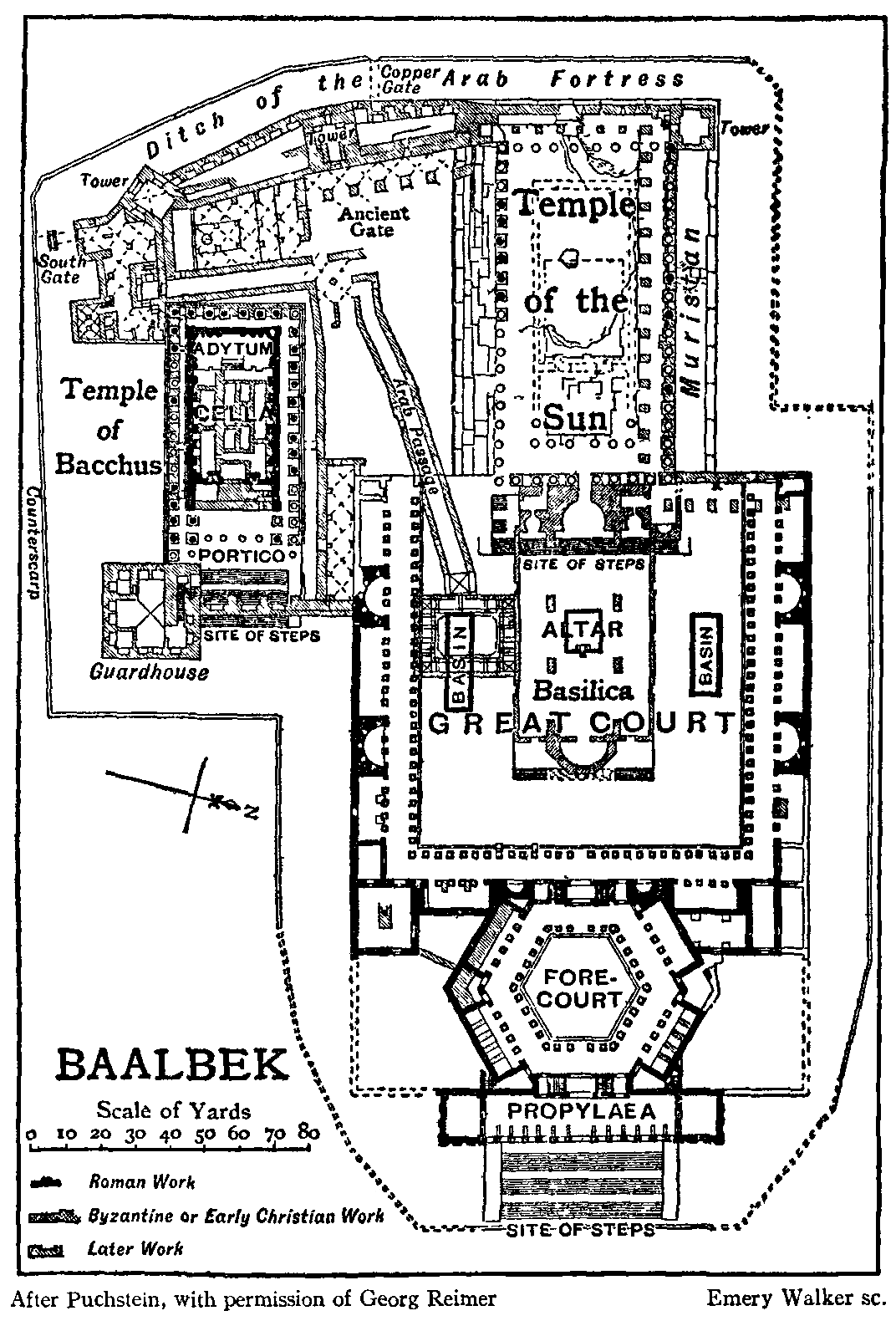
1911年，由德國考古學家奧托·普斯坦（Otto Puchstein）所繪製之發掘後的巴勒贝克遗址圖，（面向西南，朱庇特神殿標記為“太陽神殿”）

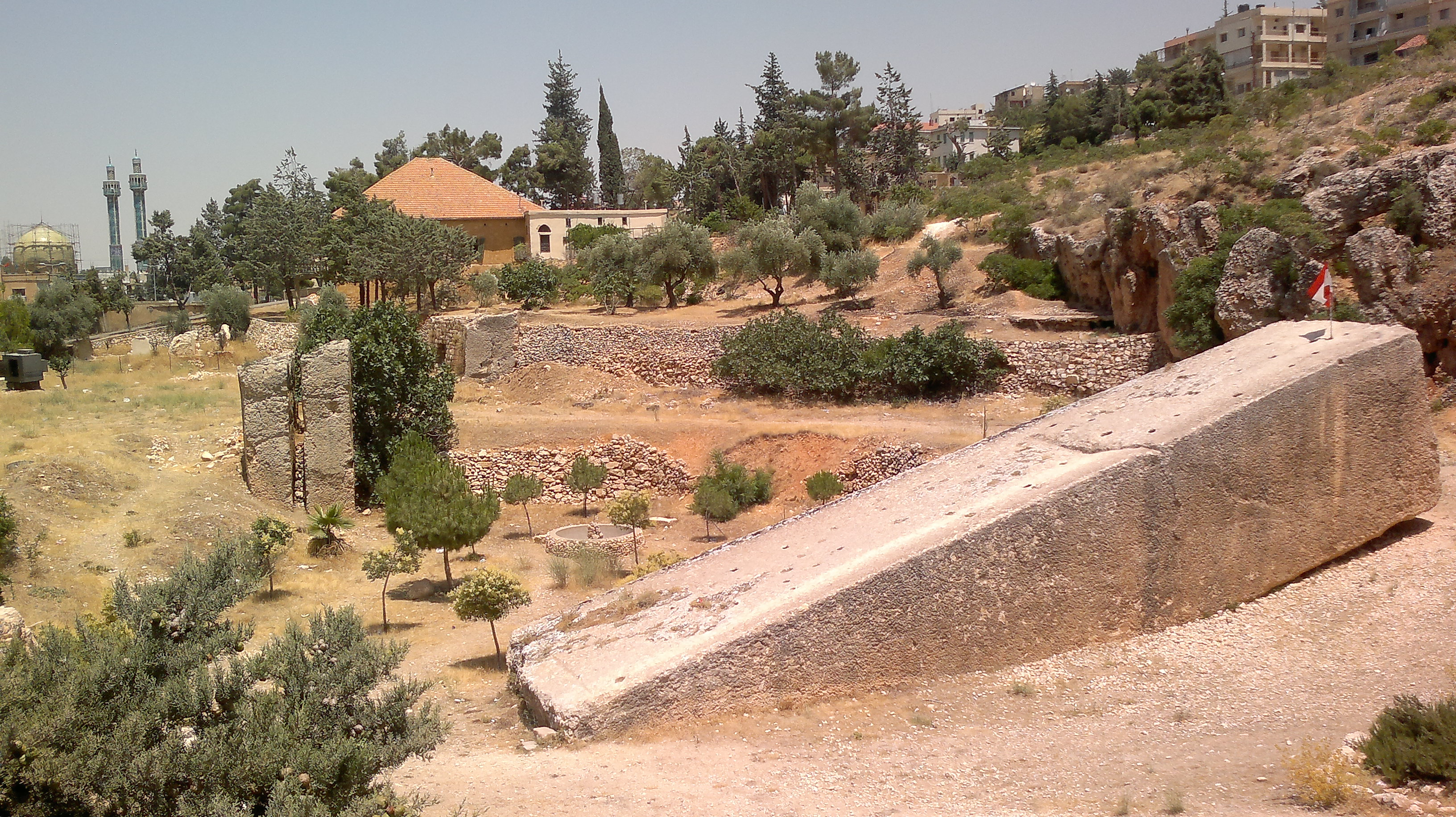
的古代採石場所發現的孕婦之石“Hajjar al-Hibla”，是有史以來開採最大的人造巨石塊之一

作為羅馬帝國時期重要的宗教場所與城市，巴勒贝克所保留的遗址包括神庙、城牆、採石場、阿拉伯帝國統治後所興建之清真寺等;完善且壯觀的建築群，主要是從埃及亞斯文運來的白色花崗岩，或是從腓尼基時代的岩石中切割而來的白色大理石所構成，神庙均是以长20米、宽4.5米，厚3.6米的巨石所建造，有两个高达18米的祭坛，用128根花岗岩石柱组成柱廊。朱庇特神庙平台上有体积达20立方米的三块巨石，目前神庙已经坍塌，但仍然有6根19米高，直径2.3米的石柱挺立着。石柱上刻着象征出生的鸡蛋和象征死亡的箭头图案，横梁上雕刻有狮子头。巴库斯神庙还有一个酒窖，墙上雕刻葡萄和酒壶的图案。维纳斯神庙小巧玲珑。整个庙群被巨石墙围绕。
由於多年來，巴勒贝克遭受了該地區多次地震、基督教和穆斯林的戰爭所破壞，部分寺廟的石頭被後人重新使用於防禦工事和或是建造要塞等建築。，在黎巴嫩戰爭期間，該地也曾遭到輕微的破壞。
目前，德國考古研究所東方部對巴克斯神廟及整個神廟群進行了多次考古發掘和研究，例如浮雕和雕塑的文獻記錄、廢墟中對於動物的考古學研究、巴勒貝克的城市發展等。2014年夏天，德國考古研究所的研究團隊在該地的古代礦石場發現了當前世界最大的人造巨石塊(The Forgotten Stone, also called the Third Monolith)，位於著名的孕婦之石( The Stone of the Pregnant Woman)下方。

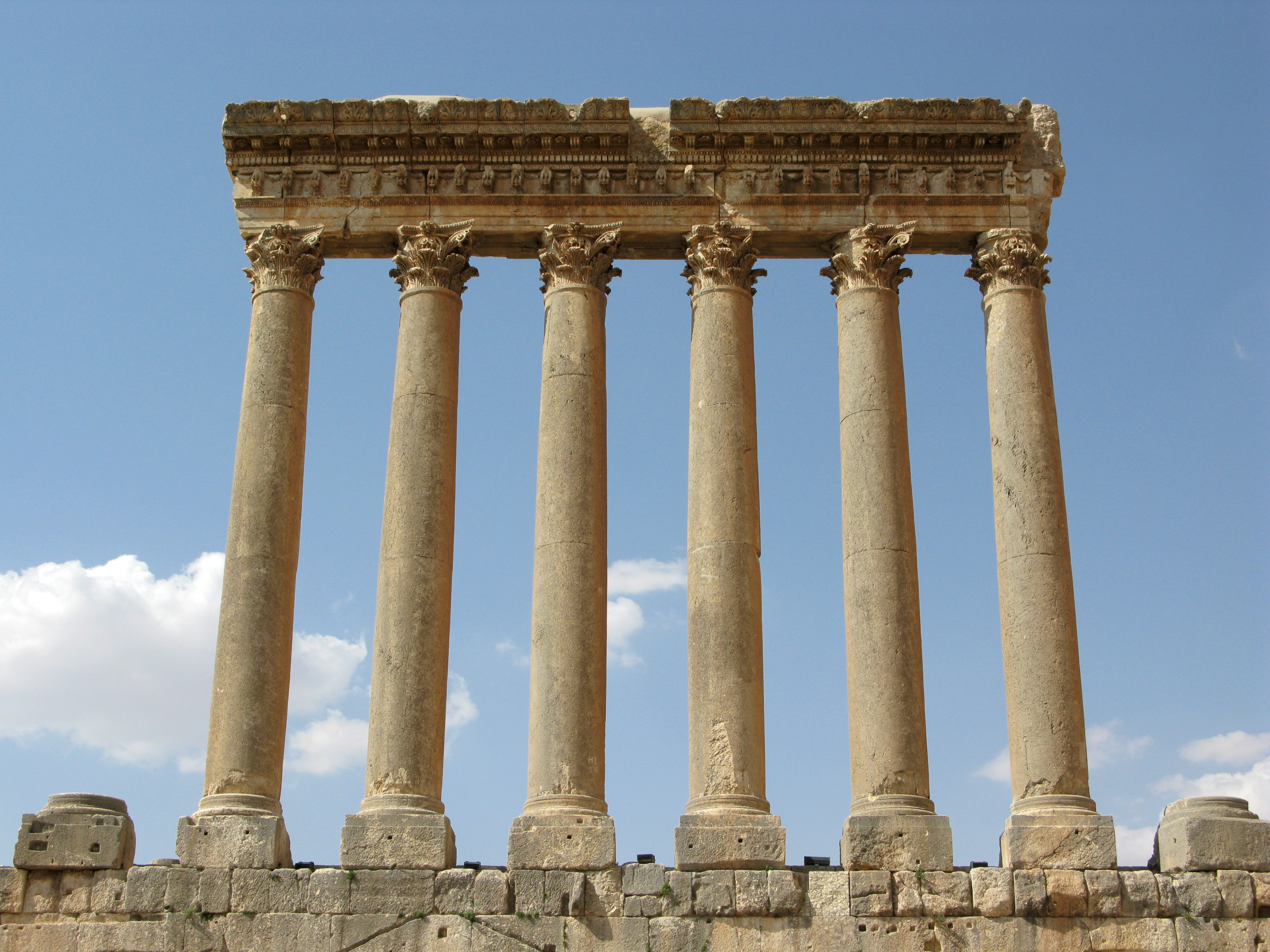
朱庇特神廟 該城市規模最大的羅馬神廟，以祭祀神王朱庇特，並了三個世紀才建成，當前南側屹立不倒的六根柱子，是其保存最完善的區域。
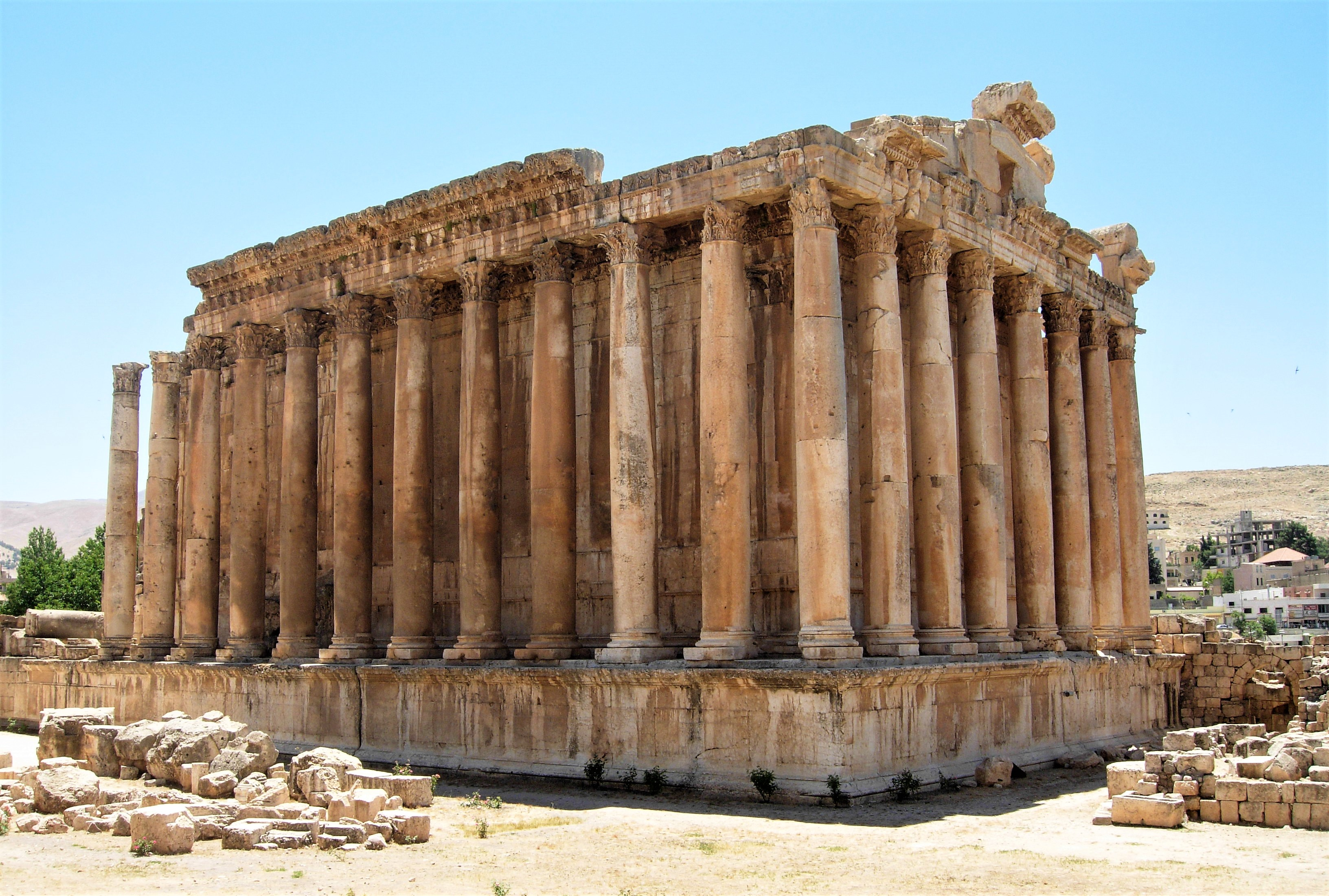
巴貝克神廟 祭祀酒神巴克科斯，是當地保存最完好、最宏偉的寺廟遺址之一，並保存精美的浮雕裝飾。
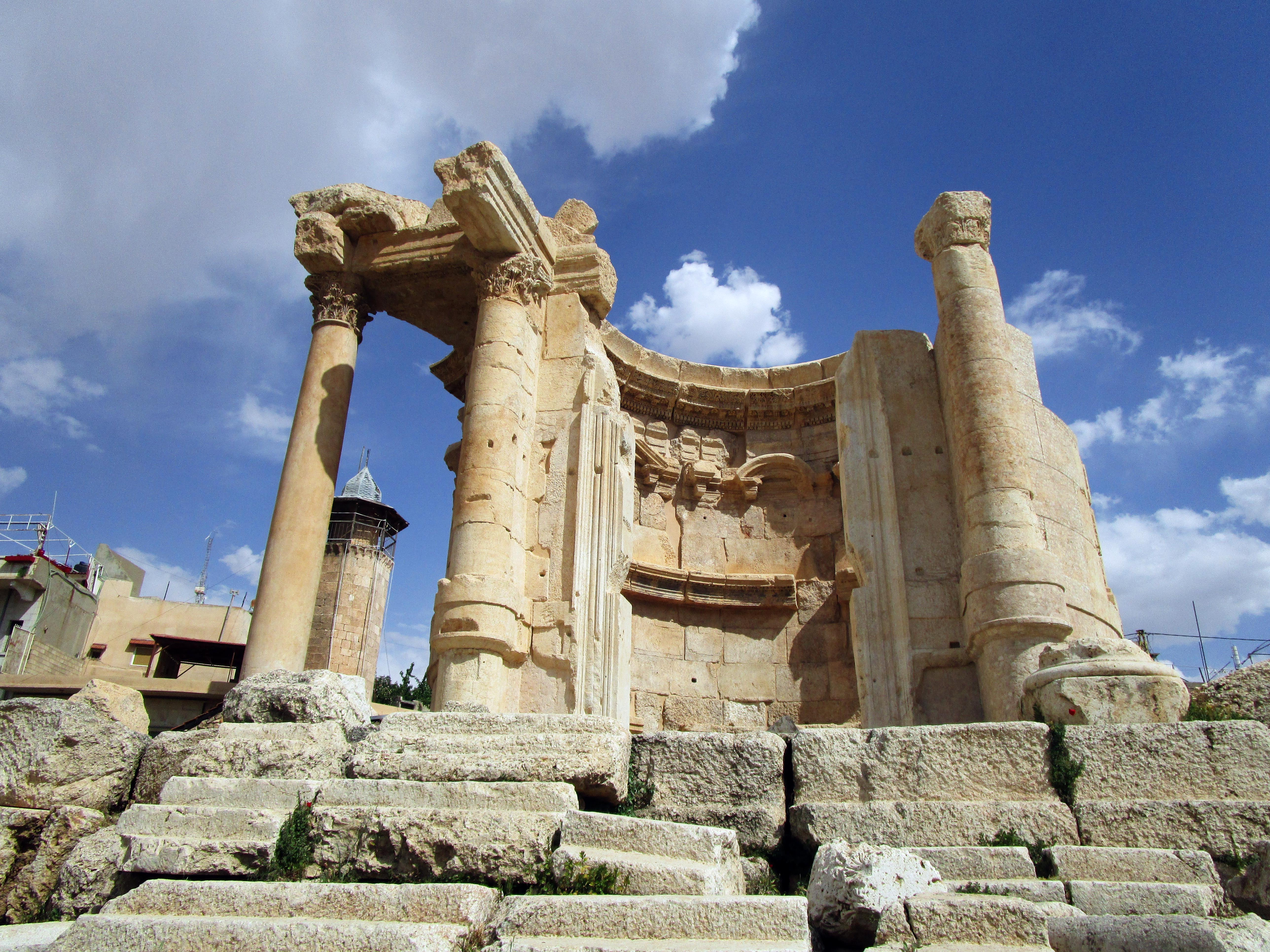
維納斯神廟 祭祀愛神維納斯的華麗寺廟，在拜占庭時代曾被改造成一座小教堂。

### 列為世界遺產
1984年，聯合國教科文組織決議將巴勒贝克遺址列入《世界文化遺產》，編號第294號，認為其滿足以下兩個獲選條件：
1. 巴勒貝克的考古遺址是具有傑出藝術價值的宗教建築群，其宏偉的建築及精美細緻的石雕等獨特藝術創作，反映著腓尼基信仰與古希臘神話和羅馬神話的融合（文化遺產標準一）；
2. 巴勒貝克的宗教建築群是羅馬聖殿的傑出典範，也是羅馬時期最令人印象深刻的見證之一，除了反映了羅馬建築與當地規劃和佈局傳統的非凡融合外，充分展示了當時羅馬帝國的權力和財富。（文化遺產標準四）；

## 圖片

52 / 50

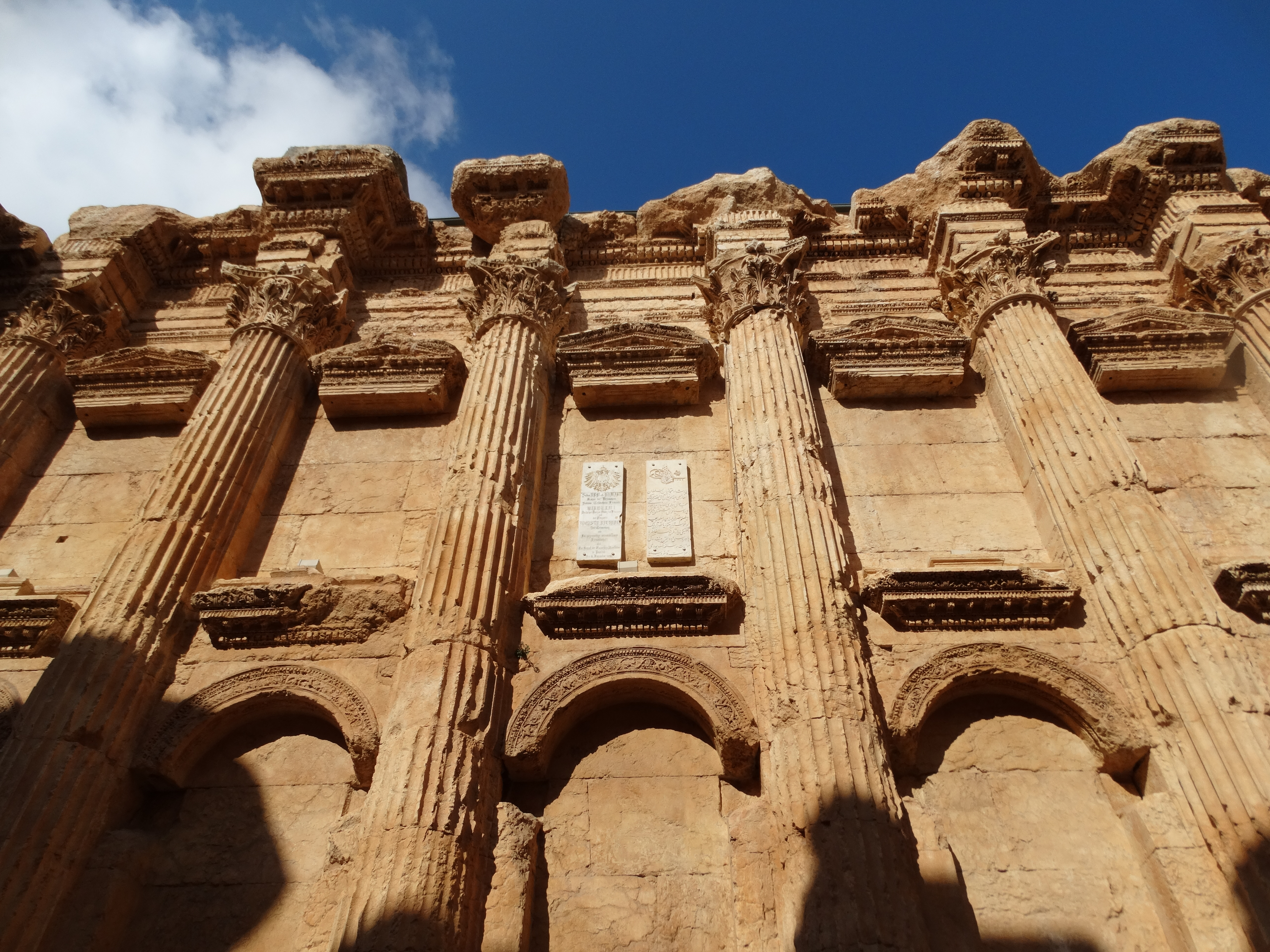
巴貝克神廟的外牆
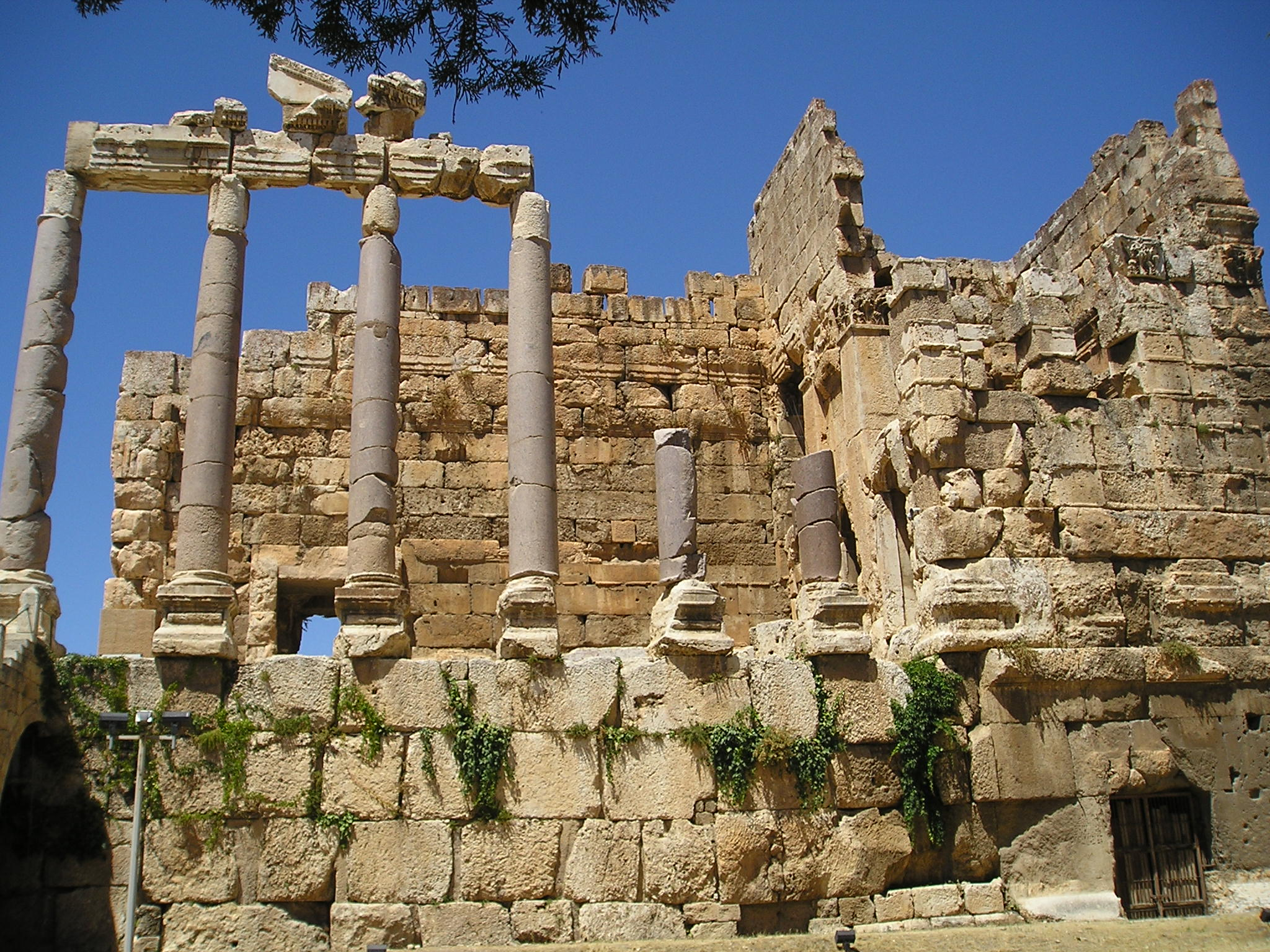
巴勒贝克山門的遺跡
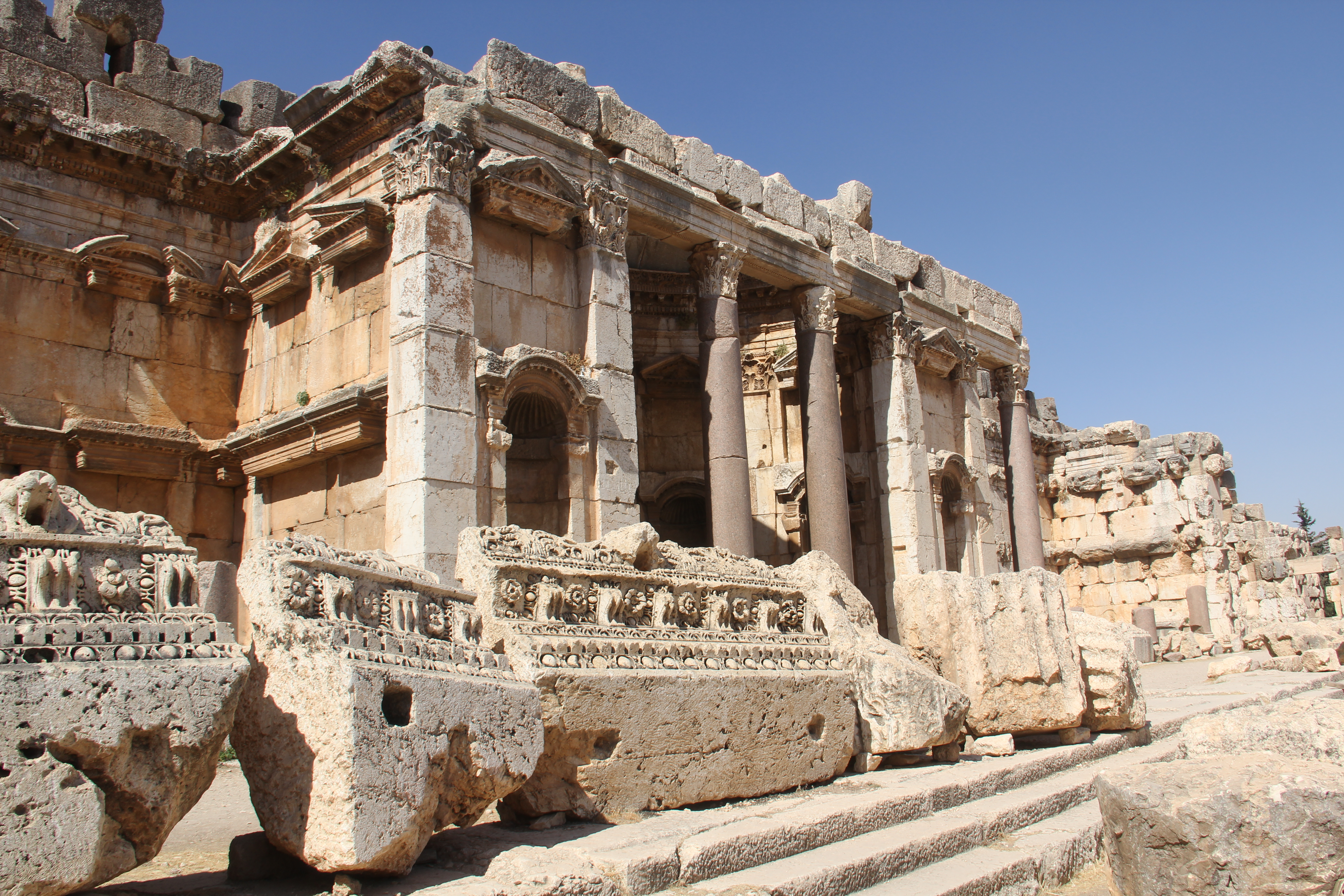
巴勒贝克遺跡
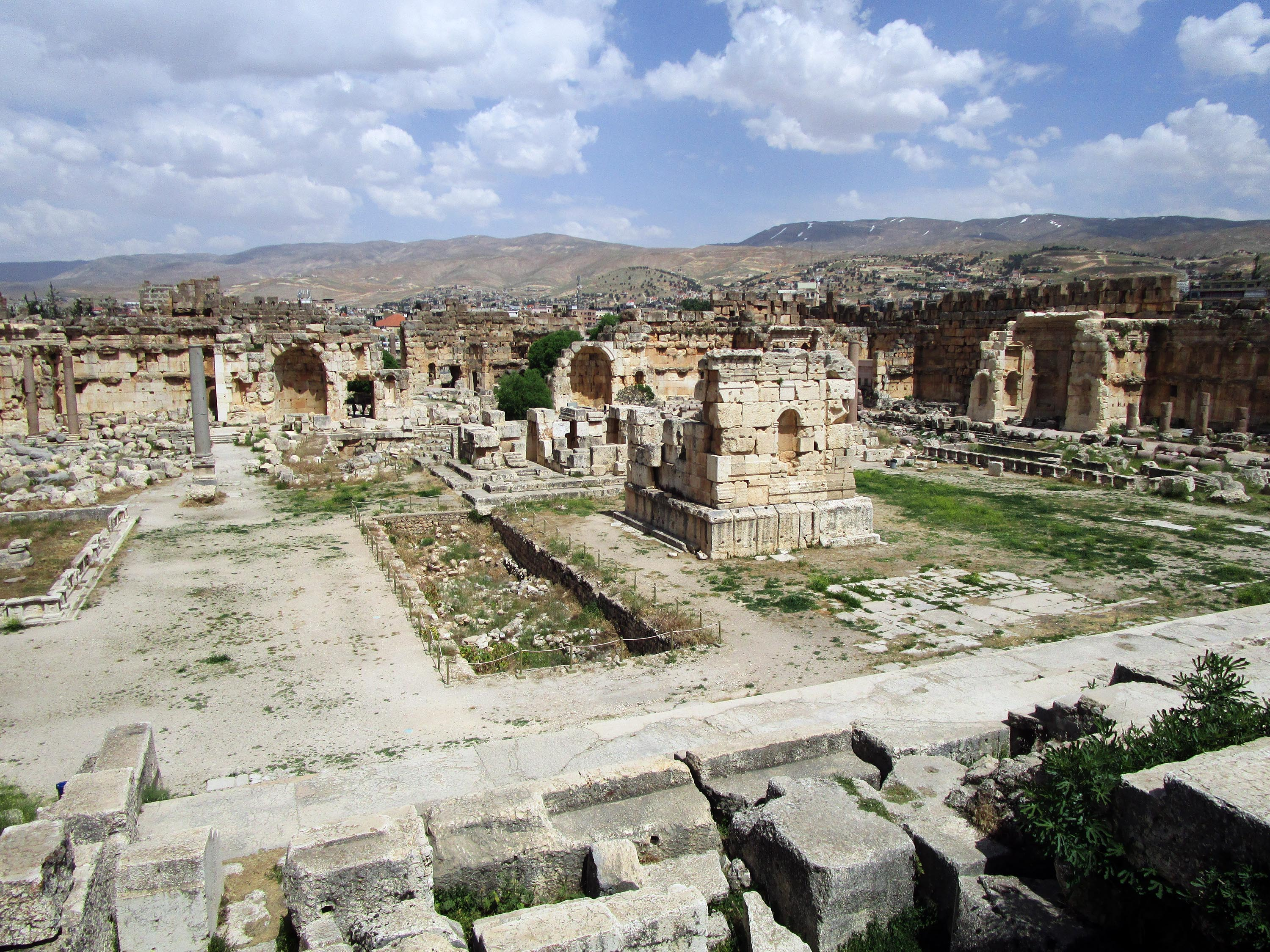
巴勒贝克遺跡

### 註解
1. ↑  Lendering (2013).
2. ↑  . Localiban.   [20 February 2017]. （原始内容存档于2017-02-21）.
3. ↑  Wolfgang Gockel; Helga Bruns.  illustrated. Hunter Publishing, Inc. 1998: 202. ISBN 9783886181056.
4. ↑  , , Berlin: German Archaeological Institute, 2004  [8 September 2015], （原始内容存档于October 11, 2004）
5. ↑  Cook (1914)，第550頁.
6. 1 2  Jessup (1881)，第471頁.
7. 1 2 3  EI (1913)，第543頁.
8. ↑  EI (1913)，第544頁.
9. ↑  , , 2007  [25 July 2009], （原始内容存档于2021-02-03）
10. ↑  Cook (1914)，第556頁.
11. 1 2  EB (1878)，第178頁.
12. ↑  EB (1911).
13. ↑  . 新闻频道_央视网(cctv.com). 2024-11-05  [2024-11-05]. （原始内容存档于2024-12-21） （中文）.
14. ↑  . Climate-Data.org.   [August 25, 2018]. （原始内容存档于2018-08-25）.
15. ↑  . www.gcatholic.org.   [2021-09-15]. （原始内容存档于2021-09-01）.
16. ↑  DGRG (1878)，第1038頁.
17. ↑  Cook (1914)，第560頁.
18. ↑  Karam, Zeina, , , reprinted from the Associated Press, 4 October 2006  [8 September 2015], （原始内容存档于2018-10-03）
19. ↑  . io9.   [2014-11-29]. （原始内容存档于2015-12-14）.
20. ↑  , , New York: UNESCO World Heritage Centre, 2015  [8 September 2015], （原始内容存档于2005-05-21）.

- Cook, Arthur Bernard, , Vol. I: Zeus God of the Bright Sky, Cambridge: Cambridge University Press, 1914  [2021-09-15], （原始内容存档于2021-02-27）.
- Coulton, J.J., , , Vol. 94, 1974.
- Jessup, Samuel, , , New York: D. Appleton & Co., illustrated by Henry Fenn & J.D. Woodward: 453–476, 1881  [2021-09-15], （原始内容存档于2021-09-15）.
- Kropp, Andreas; Lohmann, Daniel, ,  (No. 1): 38–50, April 2011  [13 March 2013][].
- Lohmann, Daniel, , , Special Volume: 29–30, 2010
- Lyttelton, Margaret (1996). "Baalbek", vol. 3, pp. 1–3, in The Dictionary of Art, 34 volumes, edited by Jane Turner. New York: Grove. ISBN 9781884446009.
- Rowland, Benjamin Jr., , , Vol. 19, No. 3/4: 353–361, 1956